# J. J. Anderson
Mitchell Keith "J.J." Anderson (Springfield, Illinois, 25 de septiembre de 1960) es un exjugador y entrenador de baloncesto estadounidense que jugó tres temporadas en la NBA, además de hacerlo en la liga ACB, la liga italiana y la liga griega. Con 2,08 metros de estatura, lo hacía en la posición de ala-pívot.

## Trayectoria deportiva

### Universidad
Jugó durante cuatro temporadas con los Braves de la Universidad Bradley, en las que promedió 19,2 puntos y 7,8 rebotes por partido, En 1982 consiguió junto con su equipo ganar el National Invitation Tournament, siendo elegido mejor jugador del torneo. En su primera temporada fue elegido debutante del año y en las tres siguientes en el mejor quinteto de la Missouri Valley Conference.

### Profesional
Fue elegido en la trigésimo sexta posición del Draft de la NBA de 1982 por Philadelphia 76ers, donde apenas participó en 14 partidos en los que promedió 1,3 puntos por partido, antes de ser despedido. Días más tarde fichó por los Utah Jazz como agente libre, donde en su primera temporada tiene una buena actuación como suplente, promediando 8,9 puntos y 5,4 rebotes por partido. Sin embargo, en las dos temporadas más que jugó con los Jazz fue uno de los últimos hombres del banquillo, contando con escasos minutos de juego.
Tras ser despedido por Utah poco antes del comienzo de la temporada 1985-86, decide continuar su carrera en la liga italiana, fichando por el Pallacanestro Firenze de la Serie A2, donde se convierte en la estrella del equipo, permaneciendo 6 temporadas en las que consiguieron ascender por dos ocasiones a la Serie A. En total promedió 29,1 puntos y 9,4 tebotes por partido.
En 1991 ficha por el CAI Zaragoza de la liga ACB española, donde juega 16 partidos en los que promedia 16,2 puntos y 6 rebotes, siendo sustituido por Valdemaras Chomičius a mitad de temporada por lesión, regreasando dos meses después.
Al año siguiente se marcha a la liga griega, fichando por el Aris Salónica, equipo con el que consigue la Copa de Europa ganando en la final al Efes Pilsen por 50-48, el resultado más corto de toda la historia de la competición, y en la que Anderson anotó 15 puntos.
En 1993 regresa al baloncesto italiano, fichando por el Goccia di Carnia Udine de la Serie A2, sustituyendo a Jay Vincent ya con la competición empezada. Allí juega una temporada en la que promedia 21,2 puntos y 9,8 rebotes por partido. Al año siguiente se marcha a la Polti Cantù, donde sus promedios anotadores bajan hasta los 15,2 puntos. En 1995 vuelve a la liga española, para sustituir a Rickey Brown en el Taugrés Vitoria, pero tras 3 partidos en los que solo consigue una canasta en los 32 minutos jugados, es cortado, retirándose definitivamente de las pistas.

### Entrenador
Tras pasar una temporada en 1998 en la Basketball Bundesliga como jugador-entrenador en Hamburgo, en 2000 ficha como asistente de Sidney Lowe en los Vancouver Grizzlies, donde permanece dos temporadas, regresando en 2004 a las órdenes de Mike Fratello. Allí permanece hasta 2007, cuando es nombrado ojeador del equipo, puesto que desempeña en la actualidad.

## Estadísticas de su carrera en la NBA

### Temporada regular
| Temporada | Edad | Equipo             | Liga | P   | TIT | MIN  | TC  | TCA | %TC  | 3P  | 3PA | %3P  | TL  | TLA | %TL  | R.OF. | R.DEF. | REB | ASIS | ROB | TAP | PER | FP  | PTS |
| 1982-83   | 22   | TOTAL              | NBA  | 65  | 2   | 18.5 | 2.9 | 5.8 | .501 | 0.0 | 0.1 | .000 | 1.5 | 2.7 | .571 | 1.8   | 2.7    | 4.5 | 1.0  | 1.0 | 0.3 | 1.2 | 2.4 | 7.4 |
| 1982-83   | 22   | Philadelphia 76ers | NBA  | 13  | 0   | 3.7  | 0.6 | 1.7 | .364 | 0.0 | 0.1 | .000 | 0.1 | 0.2 | .333 | 0.3   | 0.6    | 0.9 | 0.1  | 0.1 | 0.0 | 0.4 | 0.5 | 1.3 |
| 1982-83   | 22   | Utah Jazz          | NBA  | 52  | 2   | 22.2 | 3.5 | 6.9 | .510 | 0.0 | 0.1 | .000 | 1.9 | 3.3 | .576 | 2.2   | 3.2    | 5.4 | 1.3  | 1.2 | 0.4 | 1.4 | 2.8 | 8.9 |
| 1983-84   | 23   | Utah Jazz          | NBA  | 48  | 0   | 6.5  | 1.1 | 2.7 | .423 | 0.0 | 0.1 | .000 | 0.3 | 0.6 | .414 | 0.8   | 0.5    | 1.3 | 0.5  | 0.3 | 0.2 | 0.4 | 0.6 | 2.5 |
| 1984-85   | 24   | Utah Jazz          | NBA  | 44  | 0   | 10.4 | 1.4 | 3.4 | .409 | 0.0 | 0.0 | .000 | 0.6 | 1.0 | .600 | 0.7   | 1.2    | 1.9 | 0.5  | 0.7 | 0.2 | 0.7 | 1.6 | 3.4 |
| Total     |      |                    | NBA  | 157 | 2   | 12.5 | 1.9 | 4.2 | .465 | 0.0 | 0.1 | .000 | 0.9 | 1.6 | .558 | 1.2   | 1.6    | 2.8 | 0.7  | 0.7 | 0.2 | 0.8 | 1.6 | 4.8 |

### Playoffs
| Temporada | Edad | Equipo    | Liga | P | MIN | TCA | TC | 3PA | 3P | TLA | TL | R.OF. | REB | ASIS | ROB | TAP | PER | FP | PTS | %TC  | %3P   | %FT | MIN | PTS | REB | AST |
| 1983-84   | 23   | Utah Jazz | NBA  | 5 | 13  | 5   | 8  | 1   | 1  | 0   | 0  | 3     | 4   | 0    | 0   | 1   | 0   | 2  | 11  | .625 | 1.000 |     | 2.6 | 2.2 | 0.8 | 0.0 |
| Total     |      |           | NBA  | 5 | 13  | 5   | 8  | 1   | 1  | 0   | 0  | 3     | 4   | 0    | 0   | 1   | 0   | 2  | 11  | .625 | 1.000 |     | 2.6 | 2.2 | 0.8 | 0.0 |